# Auckland
Auckland ou raramente, Auclanda (Maori: Tāmaki - makau-rau) é a maior cidade da Nova Zelândia. Embora Wellington seja a capital neozelandesa, Auckland é o principal centro financeiro e econômico da Nova Zelândia. Com uma população estimada em 1 413 700 habitantes, Auckland detém cerca de 31% da população do país. Foi fundada em 1840, e foi a capital da Nova Zelândia até 1865.
A 37 graus de latitude sul, na ilha Norte, a cidade de Auckland está situada sobre um estreito que separa dois portos naturais: o porto de Manukau, aberto ao Mar da Tasmânia, a oeste e o de Waitemata, que se abre ao Golfo de Hauraki do Oceano Pacífico, a leste. Umas das características da cidade é que ela localiza-se sobre um vulcão e há um grande número de géiseres no local.
Auckland possui vários aspectos positivos. Um deles é seu clima, que é considerado um clima ameno, além da abundância de empregos e oportunidades educativas, bem como numerosas instalações de lazer. Entretanto, problemas de trânsito, a falta de bons transportes públicos e o aumento dos custos da habitação, foram citados pela população da cidade como entre os fatores negativos dos que ali vivem, juntamente com o crime. No entanto, Auckland está atualmente em uma boa posição em relação à qualidade de vida, sendo listada entre as 215 maiores cidades do mundo. Em 2006, Auckland ocupava a 23ª posição na lista das cidades mais ricas do mundo.

## História
Depois da assinatura do Tratado de Waitangi, no início da década de 1840, o governador da colónia inglesa, William Hobson, teve que eleger uma capital para a colônia. Até então, a capital efectiva era Kororareka, na actualidade chamada Russell, em Bay of Islands ("Baía das Ilhas"). Sem dúvida, Kororareka estava muito longe do resto do país e tinha uma má reputação devido ao alcoolismo e imoralidade dos seus habitantes.
Com base nos conselhos do missionário Henry Williamson, Hobson elegeu a praia sul do porto natural de Waitemata como nova capital. Adquiriu-se a terra necessária aos seus proprietários (a tribo maori dos Ngati Whatua), e a cerimónia de fundação teve lugar às 13 horas de 18 de Setembro de 1840. Hobson escolheu o nome em honra de George Eden, primeiro duque de Auckland, seu protector e amigo.
Finalmente, em 1865, a capital mudou-se para Port Nicholson, mudando o nome para Wellington. As vantagens de uma posição central tornaram-se óbvias quando a Ilha do Sul cresceu em prosperidade e com a descoberta de ouro em Otago e o desenvolvimento da criação de ovelhas e a refrigeração.

## Geografia

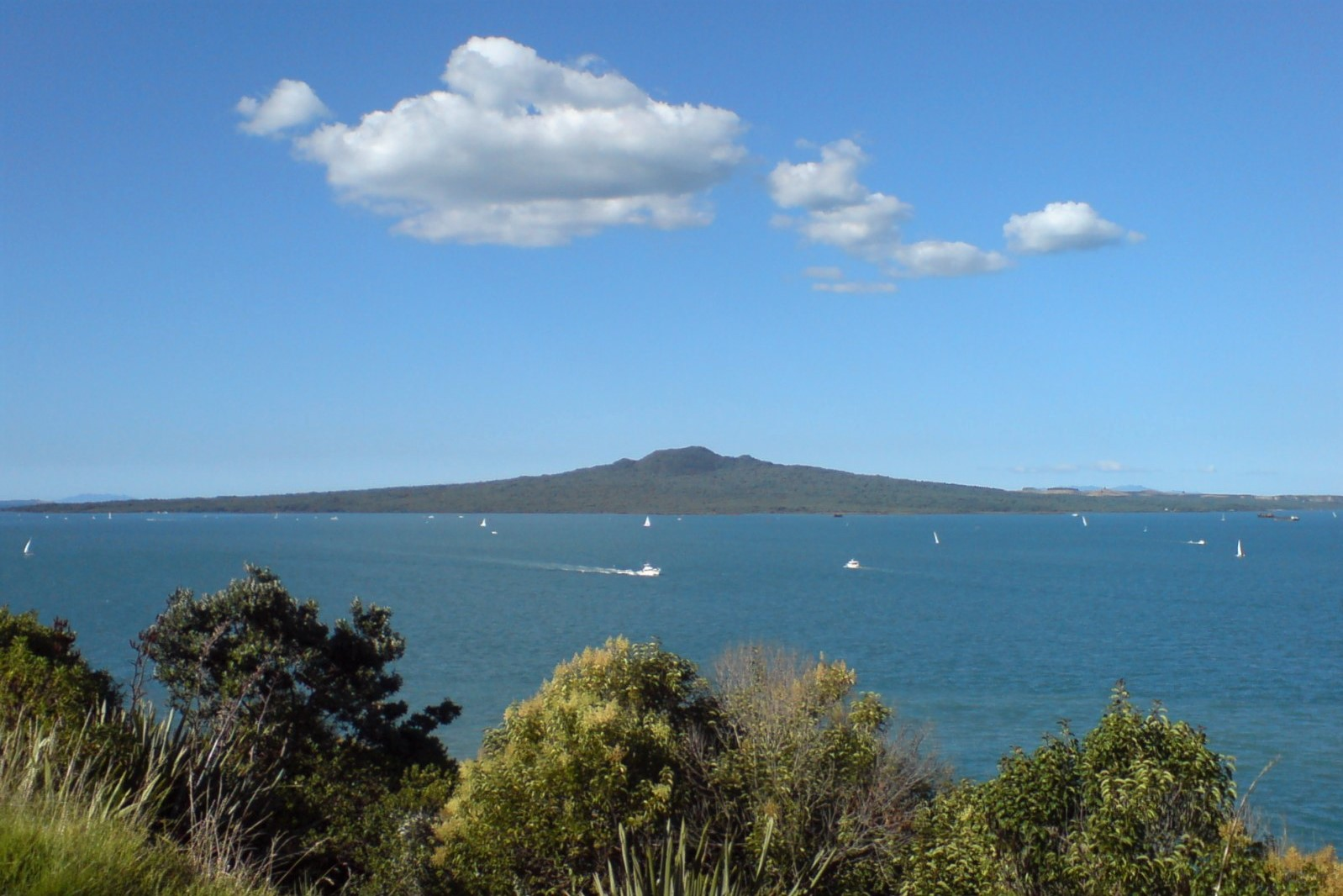
Ilha Rangitoto.

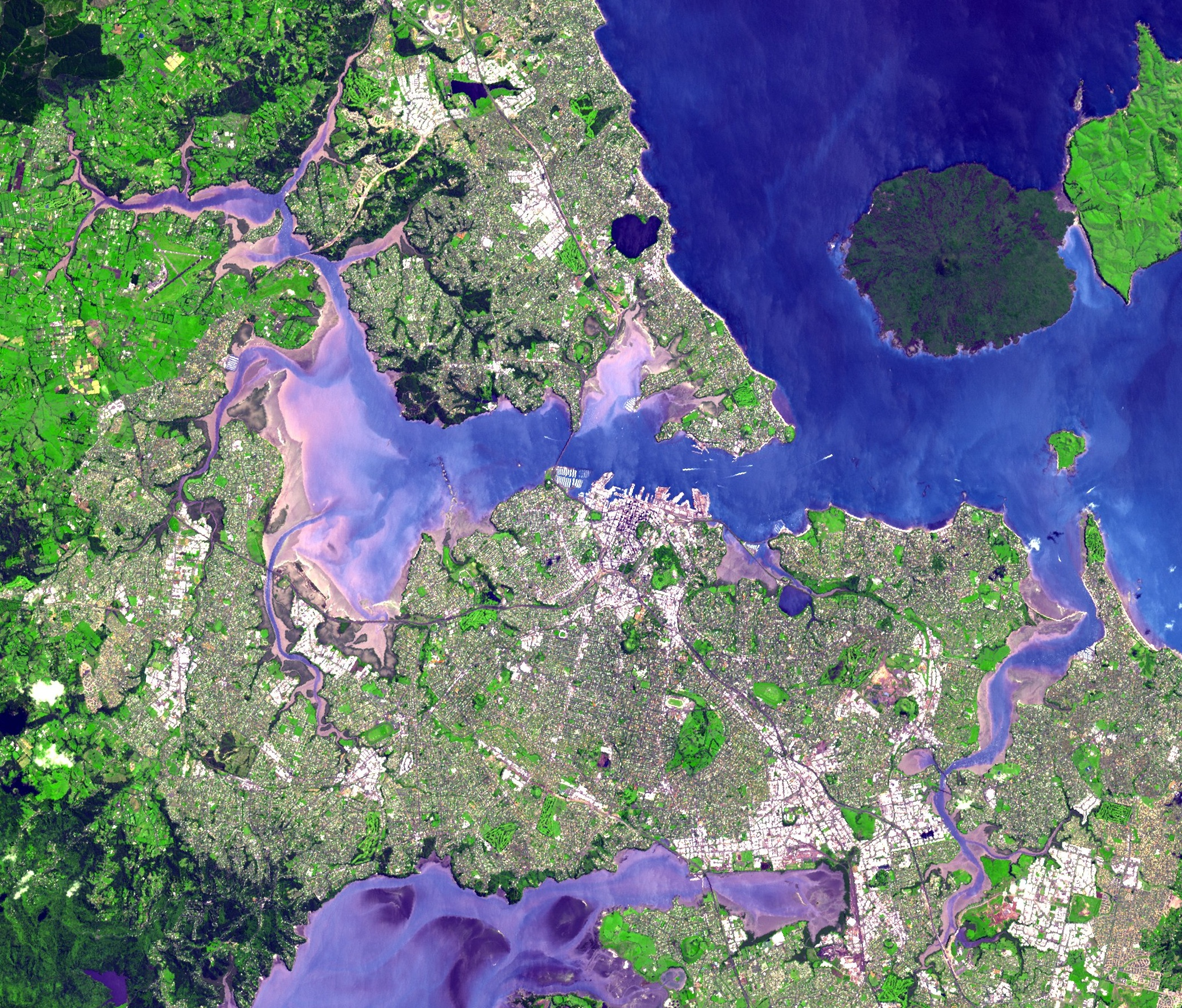
Imagem de satélite de Auckland.

### Vulcões
Auckland é atravessada pela Volcanic Field, que produziu cerca de 50 vulcões. Estes assumem a forma de cones, lagos, lagoas, ilhas e depressões, e tem produzido várias correntes de lava extensivas. A maioria dos cones foram parcialmente ou totalmente extraídos de distância. Os vulcões individuais são considerados extintos, embora o campo vulcânico em si é apenas latente.
Ao contrário do vulcanismo de subducção explosivos conduzido na região central, como no monte Ruapehu e Lago Taupo, os vulcões de Auckland são abastecidos exclusivamente por magma basáltico. O mais recente e, de longe, o maior vulcão, Rangitoto Island, foi formado dentro dos últimos 1 000 anos, e suas erupções destruíram os assentamentos vizinhos Motutapu Māori na Ilha cerca de 700 anos atrás. Poucos pássaros e insetos habitam a ilha por causa do solo rico em ácido e do tipo de flora que cresce fora do solo rochoso.

### Clima
Auckland tem um clima temperado do tipo oceânico Cfb (segundo a classificação de Köppen) com verões quentes e úmidos e invernos suaves e úmidos. Apesar da chuva bem distribuída o inverno é a estação em que mais chove. Devido à sua localização a norte é uma das mais quentes cidades da Nova Zelândia e também das mais ensolaradas, com uma média de 2 000 horas de sol por ano. A média da temperatura máxima diária é de 23,7 °C em fevereiro e 14,7 °C em julho. A temperatura máxima absoluta registrada é 32,4 °C, enquanto que a mínima absoluta é de -2,5 °C. Níveis elevados de precipitação ocorrem quase durante todo o ano com uma média de 1212 mm por ano, distribuídos por 136 dias de chuva. As condições climáticas variam em diferentes partes da cidade, devido à geografia, como as montanhas, a cobertura do solo e a distância ao mar.
Como as taxas de posse do carro são muito elevadas e os controlos de emissões relativamente fracos, Auckland sofre de alguma poluição do ar.
| Dados climatológicos para Auckland (1981–2010) | Dados climatológicos para Auckland (1981–2010) | Dados climatológicos para Auckland (1981–2010) | Dados climatológicos para Auckland (1981–2010) | Dados climatológicos para Auckland (1981–2010) | Dados climatológicos para Auckland (1981–2010) | Dados climatológicos para Auckland (1981–2010) | Dados climatológicos para Auckland (1981–2010) | Dados climatológicos para Auckland (1981–2010) | Dados climatológicos para Auckland (1981–2010) | Dados climatológicos para Auckland (1981–2010) | Dados climatológicos para Auckland (1981–2010) | Dados climatológicos para Auckland (1981–2010) | Dados climatológicos para Auckland (1981–2010) |
| Mês                                            | Jan                                            | Fev                                            | Mar                                            | Abr                                            | Mai                                            | Jun                                            | Jul                                            | Ago                                            | Set                                            | Out                                            | Nov                                            | Dez                                            | Ano                                            |
| ---------------------------------------------- | ---------------------------------------------- | ---------------------------------------------- | ---------------------------------------------- | ---------------------------------------------- | ---------------------------------------------- | ---------------------------------------------- | ---------------------------------------------- | ---------------------------------------------- | ---------------------------------------------- | ---------------------------------------------- | ---------------------------------------------- | ---------------------------------------------- | ---------------------------------------------- |
| Temperatura máxima média (°C)                  | 23,1                                           | 23,7                                           | 22,4                                           | 20,1                                           | 17,7                                           | 15,5                                           | 14,7                                           | 15,1                                           | 16,5                                           | 17,8                                           | 19,5                                           | 21,6                                           | 19                                             |
| Temperatura média (°C)                         | 19,1                                           | 19,7                                           | 18,4                                           | 16,1                                           | 14                                             | 11,8                                           | 10,9                                           | 11,3                                           | 12,7                                           | 14,2                                           | 15,7                                           | 17,8                                           | 15,1                                           |
| Temperatura mínima média (°C)                  | 15,2                                           | 15,8                                           | 14,4                                           | 12,1                                           | 10,3                                           | 8,1                                            | 7,1                                            | 7,5                                            | 8,9                                            | 10,4                                           | 12                                             | 14                                             | 11,3                                           |
| Precipitação (mm)                              | 73,3                                           | 66,1                                           | 87,3                                           | 99,4                                           | 112,6                                          | 126,4                                          | 145,1                                          | 118,4                                          | 105,1                                          | 100,2                                          | 85,8                                           | 92,8                                           | 1 212,4                                        |
| Dias com precipitação (≥ 1 mm)                 | 8                                              | 7,1                                            | 8,4                                            | 10,6                                           | 12                                             | 14,8                                           | 16                                             | 14,9                                           | 12,8                                           | 12                                             | 10,3                                           | 9,3                                            | 136,1                                          |
| Umidade relativa (%)                           | 79,3                                           | 79,8                                           | 80,3                                           | 83                                             | 85,8                                           | 89,8                                           | 88,9                                           | 86,2                                           | 81,3                                           | 78,5                                           | 77,2                                           | 77,6                                           | 82,3                                           |
| Insolação (h)                                  | 228,8                                          | 194,9                                          | 189,2                                          | 157,3                                          | 139,8                                          | 110,3                                          | 128,1                                          | 142,9                                          | 148,6                                          | 178,1                                          | 188,1                                          | 197,2                                          | 2 003,1                                        |
| Fonte: NIWA Science climate data               |                                                |                                                |                                                |                                                |                                                |                                                |                                                |                                                |                                                |                                                |                                                |                                                |                                                |

## Demografia
A maioria dos habitantes é de origem europeia (aproximadamente 60%), predominantemente de origem britânica, mas também há importantes comunidades maoris e das ilhas do Pacífico. De fato, Auckland é a cidade com mais habitantes polinésios do mundo. Também existem importantes comunidades de asiáticos (fundamentalmente chineses), devido às altas taxas de imigração para a Nova Zelândia, que desembocam principalmente em Auckland.
A proporção de asiáticos e de outros imigrantes europeus tem aumentado nas últimas décadas devido à imigração, e da eliminação das restrições, directa ou indirectamente, com base na raça. A imigração para a Nova Zelândia é fortemente concentrada no sentido de Auckland (em parte por razões de mercado de trabalho). Este forte foco em Auckland levou os serviços de imigração a darem pontos extras para exigências de visto de migração para pessoas que pretendem se deslocar para outras partes da Nova Zelândia.
A tabela a seguir mostra o perfil étnico da população de Auckland, como registrado nos censos de 2001 e 2006. Os percentuais somam mais de 100%, como algumas pessoas se identificam como pertencentes a mais de um grupo étnico. Dados relativos a 2006 referem-se a toda a Região de Auckland, e não apenas a área urbana. A queda percentual substancial dos "europeus" foi causada principalmente pelo aumento do número de pessoas deste grupo a optar por se definir como "Nova Zelândia" - mesmo que este não era um dos grupos constantes no formulário do censo.
| Grupo étnico                                           | 2001 (%) | 2001                   | 2006 (%) | 2006 (people)          |
| ------------------------------------------------------ | -------- | ---------------------- | -------- | ---------------------- |
| Europeus neozelandeses                                 | 66,9     | 684 237                | 56,5     | 698 622                |
| Ilhas do Pacífico                                      | 14,9     | 152 508                | 14,4     | 177 936                |
| Asiáticos                                              | 14,6     | 149 121                | 18,9     | 234 222                |
| Maori                                                  | 11,5     | 117 513                | 11,1     | 137 133                |
| Asiáticos do Oriente médio/Latino-americanos/Africanos | n/a      | n/a                    | 1,5      | 18 555                 |
| Outros                                                 | 1,3      | 13 455                 | 0.1      | 648                    |
| 'Neozelandeses'                                        | n/a      | n/a                    | 8,0      | 99 258                 |
| Total                                                  |          | 1 022 616 (indivíduos) |          | 1 237 239 (indivíduos) |

### Religião
Similar ao resto do país, mais da metade da população de Auckland professam o cristianismo, porém, menos de 10% frequentam regularmente a igreja e quase 40% da população não professam nenhuma filiação religiosa (números do censo de 2001). As principais denominações são os anglicanos, presbiterianos e católicos romanos. Igrejas pentecostais e carismáticas são os que mais crescem. A pequena comunidade de cristãos ortodoxos também está presente.
A imigração recente da Ásia foi adicionado à diversidade religiosa da cidade, e cerca de 10% da população segue crenças como o budismo, hinduísmo, islamismo e sikhismo, embora não haja números sobre atendimento religioso. Existe também uma pequena, há muito estabelecida, comunidade judaica na cidade.
Há também a presença de outras comunidades cristãs em pequeno número, como os Santos dos Últimos Dias e as Testemunhas de Jeová.

## Economia

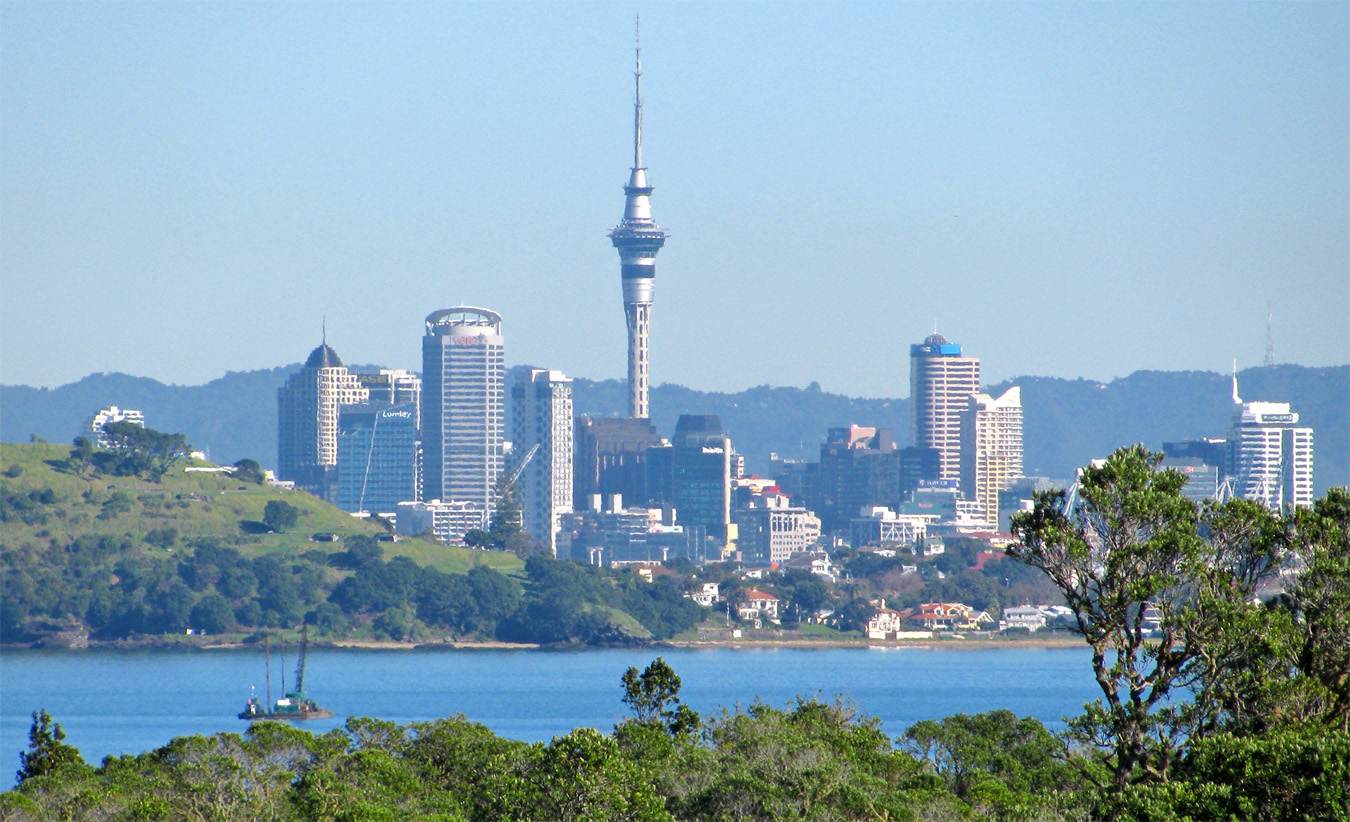
Centro financeiro de Auckland, a cidade mais populosa do país. Na imagem, em destaque, a Sky Tower, a estrutura mais alta do hemisfério sul, com 328 metros de altura.

A maioria das grandes empresas internacionais tem um escritório em Auckland, já que a cidade é a capital econômica da nação. O espaço de escritórios mais caro é no entorno da baixa em Queen Street e da Viaduct Basin da CDB Auckland, onde muitos dos serviços financeiros e de negócios estão localizados, e representam uma grande percentagem da economia da CDB. Uma grande parte das técnicas e ofícios de força de trabalho baseia-se nas zonas industriais do sul de Auckland.
As maiores áreas comerciais e industriais da Grande Auckland estão no sudeste de Auckland City e na zona ocidental da cidade Manukau, principalmente limítrofes do Porto Manukau Tamaki e o estuário do rio.
O sub-nacional do PIB da região de Auckland E.U. foi estimada em 47 600 milhões de dólares em 2003, 36% do PIB nacional da Nova Zelândia, 15% maior do que toda a Ilha do Sul.
Status de Auckland como o maior centro comercial do país se reflete no rendimento médio alto pessoal (trabalho por pessoa, por ano), que foi 44 304 dólares norte-americanos para a região em 2005, com trabalhos na CDB Auckland, muitas vezes ganhando mais. A renda média pessoal (para todas as pessoas com mais de 15 anos de idade, por ano) foi de US$ 22 300 (2001), atrás apenas North Shore City (também parte da área da Grande Auckland) e Wellington. Enquanto os trabalhadores de escritório ainda representam uma grande parte dos passageiros de Auckland, a evolução grande escritório em outras partes da cidade, por exemplo, em Takapuna ou Albany, tanto North Shore City, estão lentamente se tornando mais comum, reduzindo a concentração do CBD Auckland.

## Infraestrutura

### Educação

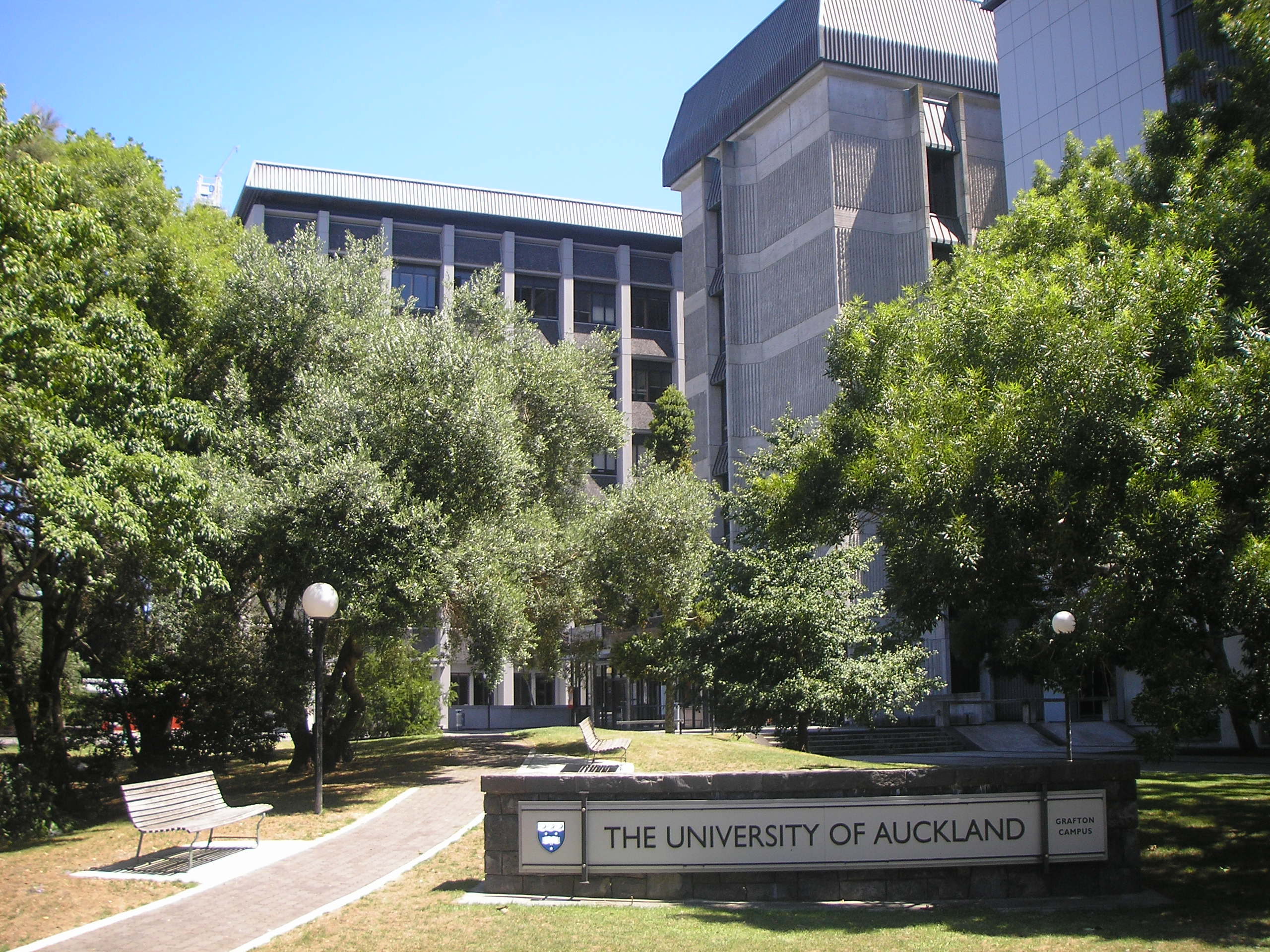
Parte dos edifícios da Faculdade de Medicina da Universidade Auckland.

Auckland tem uma série de importantes instituições de ensino, incluindo algumas das maiores universidades do país. É um grande centro de ensino de idiomas no exterior, com grande número de estudantes estrangeiros (sobretudo asiáticos orientais) que vêm à cidade durante vários meses ou anos para aprender inglês ou estudar em universidades - embora os números em toda a Nova Zelândia caíram substancialmente desde seu pico em 2003. Desde 2007 existem cerca de 50 escolas NZQA certificadas e institutos de ensino de inglês na área de Auckland.
Auckland tem um grande número de escolas primárias e secundárias. A cidade também tem várias escolas particulares. Contém três das maiores (em número de estudantes full-time) escolas de ensino médio: Rangitoto College, faculdade de Avondale e High School Massey, respectivamente. Também contém a maior escola católica da Nova Zelândia, o Colégio São Pedro.
Entre as mais importantes institutos de ensino superior são a Universidade de Auckland (Cidade, Tamaki, Grafton Campus e campus satélite) Auckland College of Education (Epsom e Tai Tokerau Campus), Massey University (campus de Albany) e do Instituto Manukau de Tecnologia (campus Otara), com campus (Unitec Nova Zelândia Albert Mt), sendo o maior instituto técnico em Auckland.

## Cultura
Auckland é o lar de muitas culturas. A maioria dos habitantes são descendentes de europeus - principalmente britânicos -, mas substanciais comunidades māori e das ilhas do Oceano Pacífico existem também. Auckland tem a maior população polinésia de qualquer cidade do mundo e uma maior proporção de pessoas de origem asiática do que o resto da Nova Zelândia. Os grupos étnicos de todos os cantos do mundo têm presença em Auckland, tornando-se, de longe, a cidade mais cosmopolita do país.

### Parques

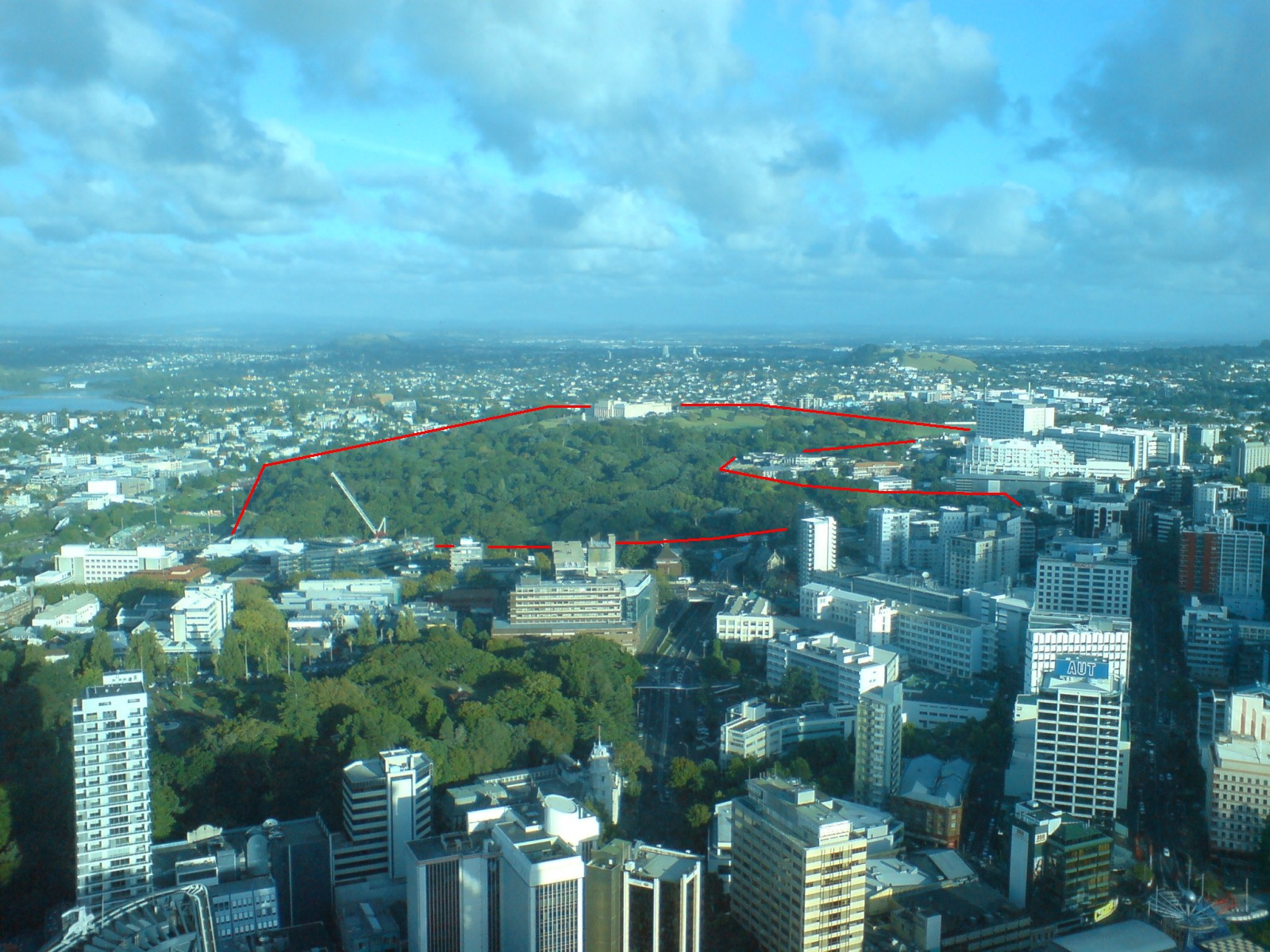
Auckland Domain visto da Sky Tower.

Auckland Domain é um dos maiores parques da cidade, perto de Auckland CBD e tem uma boa vista sobre o Golfo de Hauraki e Ilha Rangitoto. Parques menores próximo do centro da cidade são de Albert Park, Myers Park, Western Park e Victoria Park.
Enquanto a maioria dos cones vulcânicos no Campo Vulcânico de Auckland foram afetados pela indústria extrativa, muitos dos cones restantes estão agora dentro de parques, e mantém um caráter mais natural do que os que circundam a cidade. Terraplanagens pré-históricas e fortificações históricas estão em vários desses parques, incluindo o Mount Eden, North Head e One Tree Hill (Maungakiekie).
Outros parques ao redor da cidade estão em Western Springs, onde tem um grande parque que fazem fronteira com o museu MOTAT e o Jardim Zoológico de Auckland. O Auckland Botanic Gardens está mais ao sul, em Manurewa.
Ferrovias fornecem transporte para os parques e reservas naturais em Devonport, Waiheke Island, Ilha Rangitoto e Matangi Tiritiri. O Waitakere Ranges Regional Park, a oeste de Auckland oferece bonitas e relativamente intocadas pradarias, assim como Hunua Ranges ao sul. e tem origem muito boa 

### Atracções turísticas e outros locais de interesse

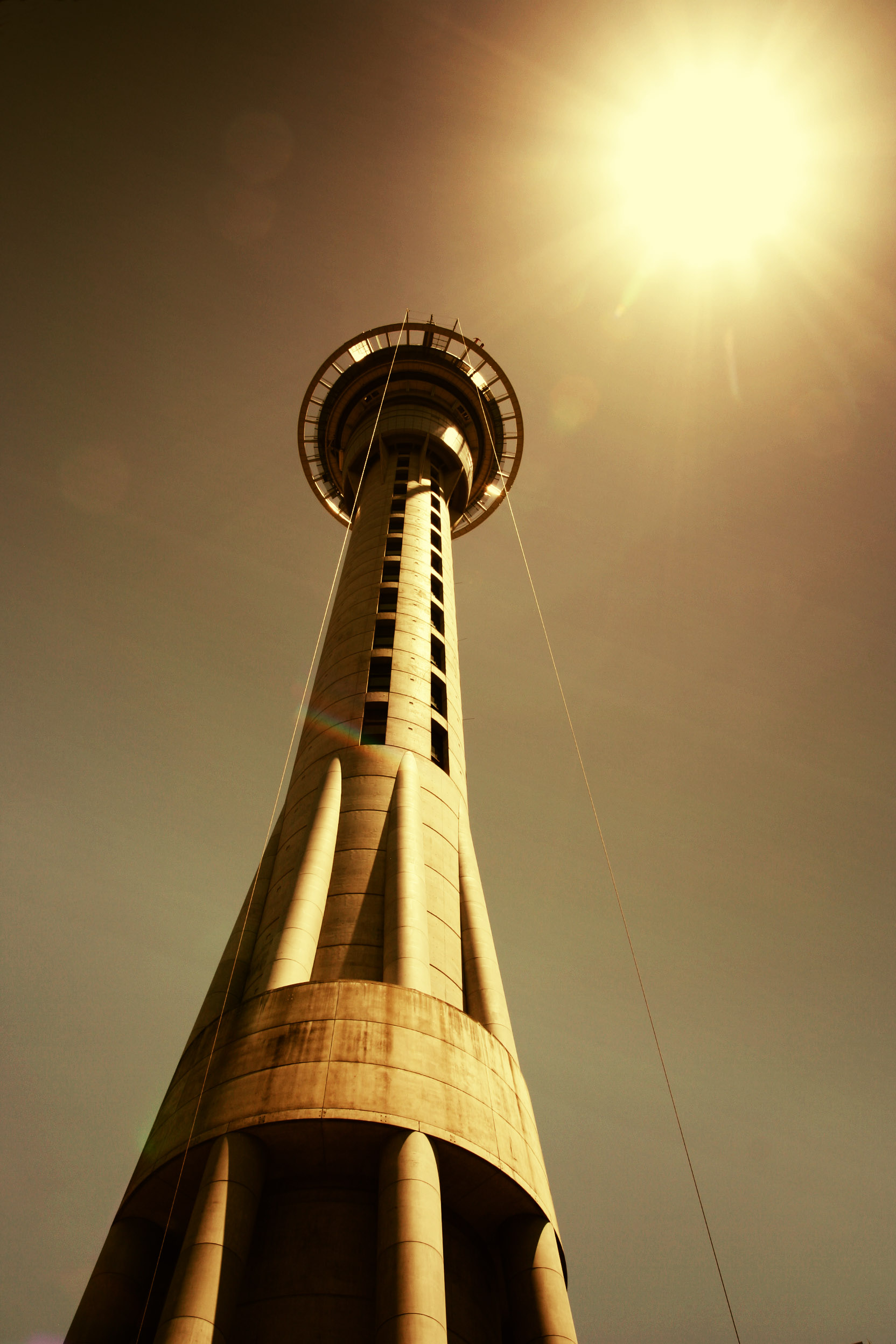
A Sky Tower.

- A Sky Tower (torre do céu) é o edifício mais alto do hemisfério sul, com 328 metros, apenas 8 centímetros menor que a Torre Eiffel.
- Kelly Tarlton's Underwater World, é misto de museu, aquário e mini parque temático.
- Ponte do Porto de Auckland, é uma ponte que atravessa o Porto de Waitemata, juntando Saint Mary's Bay, em Auckland, e Northcote, na Cidade de North Shore.
- Câmara Municipal de Auckland, é um edifício histórico usado tanto para funções administrativas como para concertos na sua afamada sala de concertos. Aberto em 14 de Dezembro de 1911 pelo Barão Islington.
- Museu Memorial da Guerra de Auckland, o museu neoclassicista é também um dos mais icónicos símbolos de Auckland, construído sobre um vulcão adormecido no Auckland Domain, um grande parque público próximo ao centro financeiro da cidade. O museu apresenta colecções de artefactos maoris e das ilhas do Pacífico. O museu tem também colecções sobre fotografia, com cerca de 1,2 milhões de imagens, sobre história natural, biologia, entomologia, geologia e biologia marinha, incluindo eventualmente muitos espécimes da Nova Zelândia.
- Praça de Aotea, é uma grande área pública. Oficialmente aberta em 1979 por Sir Dove-Myer Robinson, a praça perto da Queen Street é usada para concertos ao ar livre, assim como para mercados e manifestações políticas, acolhendo 30 mil pessoas.
- Auckland Domain,  um dos maiores parques da cidade, possuindo uma boa vista do porto.
- Monte Eden, um cone vulcânico com uma cratera de gramínea. Como o ponto mais natural em Auckland, oferece vista de 360 graus da cidade e é assim um panorama turístico favorito.

### Esportes

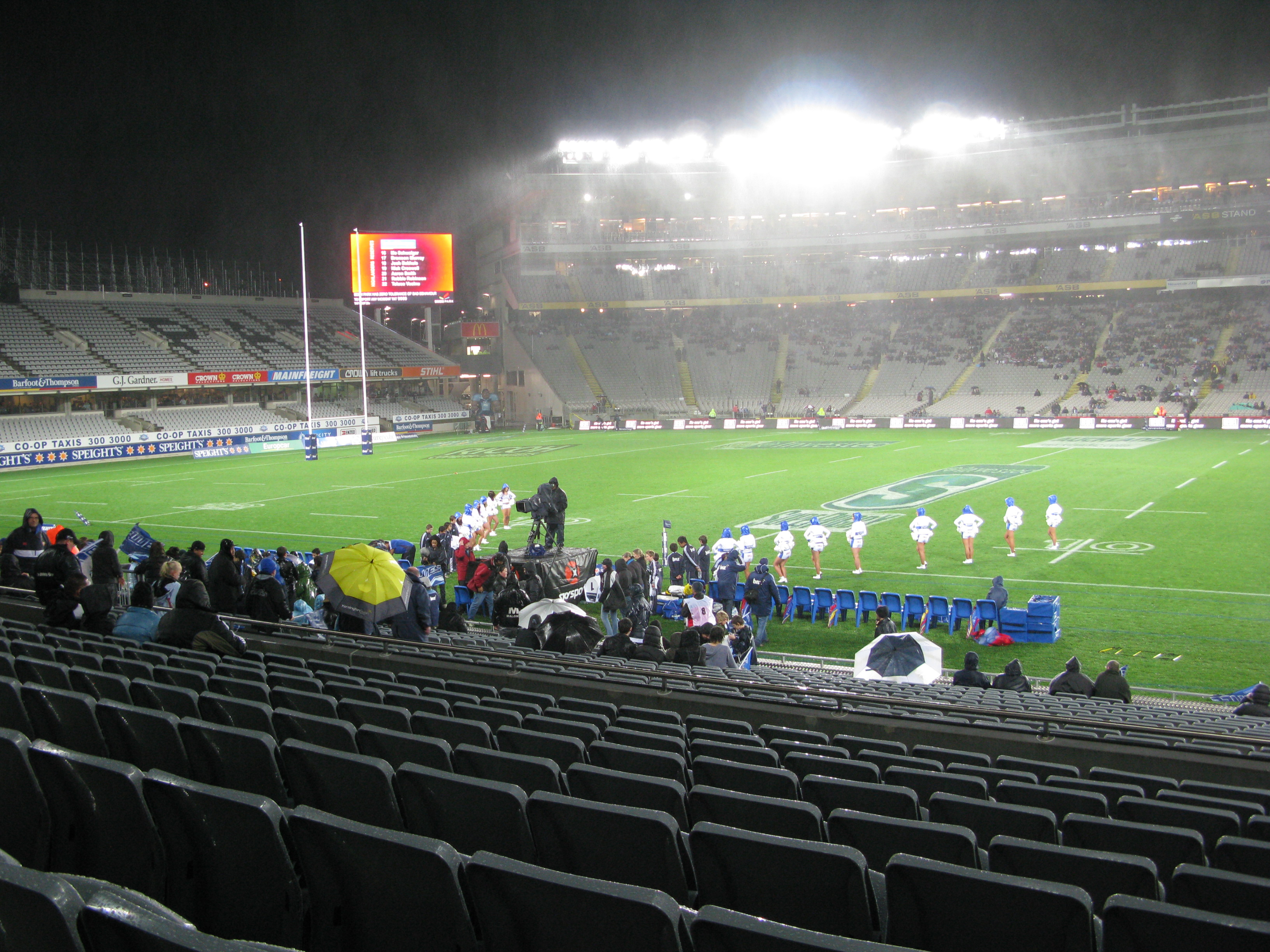
O Eden Park é o maior estádio da Nova Zelândia, também é a casa do time de rugby Blues e onde os All Blacks mandam a maioria dos jogos.

Os esportes mais populares em Auckland são o rugby e o críquete. Auckland tem um número considerável de locais para a prática de rugby e cricket, e locais para desportos motorizados, tênis, badminton, netball, natação, futebol, rugby league, e muitos outros esportes.
- Eden Park é estádio principal da cidade e uma casa freqüente de rugby internacional e partidas de críquete, além de Super 14 partidas, onde o Blues jogar jogos de suas casas.
- North Harbour Stadium é utilizado principalmente para a União de Rugby e partidas de futebol, mas também é usado para shows.
- Mt Smart Stadium é utilizado principalmente para partidas da liga de rugby e é o lar do New Zealand Warriors, NRL, e também é usado para concertos, que hospeda a Parada de Auckland do festival Big Day Out em janeiro.
- ASB Tennis Centre é o centro primário de tênis de Auckland, hospedando torneios internacionais para os homens (Heineken Open) e mulheres (ASB Classic) em Janeiro de cada ano.
- Vector Arena é uma nova arena multi-eventos coberta. É usada principalmente para concertos e jogos de Netball.
- Trusts Stadium é onde ocorreu o Campeonato Mundial de 2007 de Netbol e é o lar dos místicos do Norte do Campeonato ANZ.

Principais equipes
- O Auckland City Football Club é a equipe de futebol mais bem sucedida da Nova Zelândia e da Oceania. Sendo recordista de títulos da Liga dos Campeões da OFC (principal competição de futebol de clubes da Oceania), o Auckland City se situa entre as maiores equipes das Confederações Continentais de Futebol. Além disso, o Clube foi responsável por realizar feitos que o fizeram ser conhecido em muitos lugares do mundo.
- O Blues é uma das equipes mais bem sucedidas na história da Super Rugby, tendo conquistado três campeonatos na história da competição. Eles, mais recentemente conquistaram o título em 2003.
- O New Zealand Warriors (anteriormente, o Auckland Warriors) representam a Nova Zelândia em competições da NRL da Austrália. Eles jogam seus jogos em casa no Mt. Smart Stadium, em Auckland. Seus anos de maior sucesso vieram em 2002, quando terminaram Minor Premiers e se qualificaram para a Grande Final.
- A equipe de críquete de Auckland críquete, a Aces Auckland jogam a maioria dos seus jogos em casa no oval exterior do Eden Park, onde eles tiveram sucesso nas últimas temporadas.
- The Mystics Norte competem no Campeonato do ANZ e jogar seus jogos em casa no Trusts Stadium.
- Auckland é a casa de três equipas da Air New Zealand Cup Rugby: Auckland, North Harbour e Counties Manukau.

## Panorama

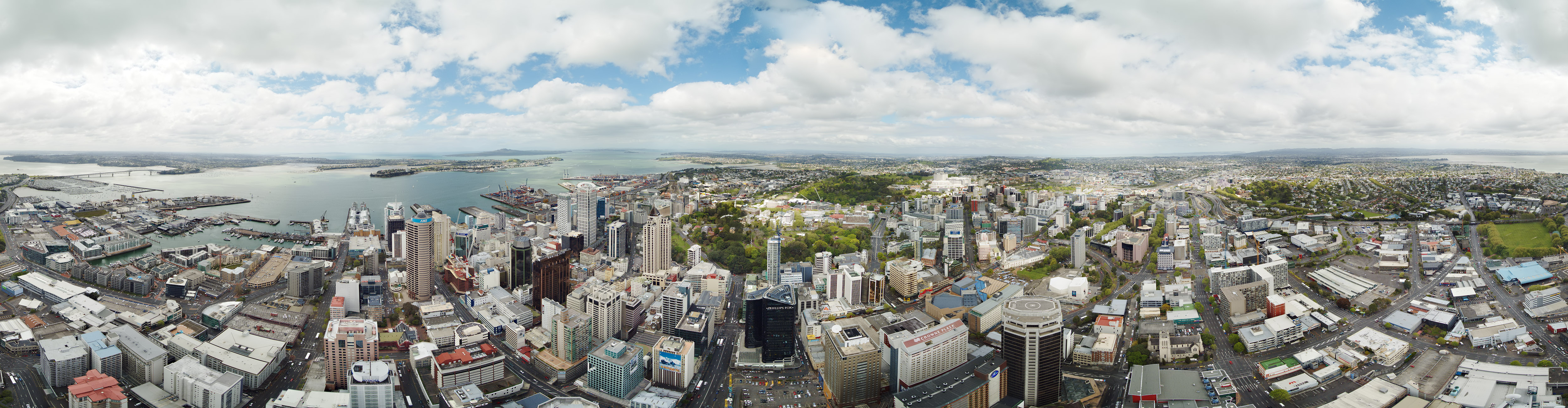
Panorama em 360º da região central de Auckland.